# Igreja de Santa Marinha de Arcozelo
A  Igreja de Santa Marinha de Arcozelo ou Igreja Matriz de Arcozelo é uma igreja situada na freguesia de Arcozelo, em Ponte de Lima. Ao longo dos séculos, várias intervenções alteraram profundamente a sua estrutura original. Os elementos arquitetónicos mais antigos datam do final da época românica, período em que a igreja terá sido edificada ou renovada. Do período românico a igreja preserva modilhões nas cornijas laterais, decorados com bustos humanos, figuras de animais e formas geométricas.
Na Época Moderna o templo foi profundamente alterado. É provável que o portal principal tenha sido refeito no século XVI. As transformações mais significativas verificaram-se no século XVIII. Neste período, manteve-se a estrutura da planta com nave única e capela-mor quadrangular, mas tudo o resto foi alterado. À fachada principal foi acrescentada uma moldura na janela do segundo registo, e o antigo campanário foi substituído por uma torre sineira quadrangular com arcos sineiros nas quatro faces, anexada à frontaria Norte. No interior, o tecto de madeira foi substituído por uma abóbada ligeiramente abatida e foi adicionado um coro-alto sobre a porta principal, com balaustrada em madeira. Foram também acrescentados vários altares em talha dourada e a capela-mor foi ladeada por dois corpos laterais quadrangulares, que criam a ilusão de um transepto.
Em 1967 foi classificada como Imóvel de Interesse Público.